# Gagnières
Gagnières település Franciaországban, Gard megyében. Lakosainak száma 1095 fő (2022. január 1.). Gagnières Banne, Saint-Paul-le-Jeune, Bessèges, Bordezac és Courry községekkel határos.

## Népesség
A település népességének változása:
| Lakosok száma | 1174 | 920  | 878  | 1048 | 1160 | 1195 | 1121 | 1084 | 1088 | 1095 |
|               | 1968 | 1982 | 1990 | 2006 | 2013 | 2015 | 2017 | 2019 | 2020 | 2022 |